# Красноармейский сельсовет (Кизлярский район)
Красноармейский сельсовет — административно-территориальная единица и муниципальное образование со статусом сельского поселения в Кизлярском районе Дагестана Российской Федерации.
Административный центр — село Имени Жданова.

## Населённые пункты
На территории сельсовета находятся населённые пункты:
1. село Имени Жданова
2. село Красный Восход
3. село Имени Шаумяна
4. село Рыбалко
5. село Заречное
6. село Опытно-мелиоративная станция

## Население
| 2002  | 2010  | 2012  | 2013  | 2014  | 2015  | 2016  | 2017  | 2018  |
| ----- | ----- | ----- | ----- | ----- | ----- | ----- | ----- | ----- |
| 6417  | ↗7647 | ↗7771 | ↗7886 | ↗8025 | ↗8174 | ↗8272 | ↗8377 | ↗8445 |
| 2019  | 2020  | 2021  | 2023  | 2024  | 2025  |       |       |       |
| ↗8521 | ↗8618 | ↗9186 | ↗9339 | ↗9449 | ↗9520 |       |       |       |

## История
Сельсовет был создан в 1953 году и первоначально объединял сельскохозяйственные артели: «имени Красной Армии» (ныне село Имени Жданова), «Победа» (село Имени Кирова), «Красный Восход» (ныне село Красный Восход) и «имени Шаумяна» (село Имени Шаумяна).